# Leona (geslacht)
Leona is een Afrotropisch geslacht van vlinders van de familie van de dikkopjes (Hesperiidae).

## Soorten
- L. allyni (Miller, 1971)
- L. ganda (Evans, 1937)
- L. halma Evans, 1937
- L. leonora (Plötz, 1879)
- L. meloui (Riley, 1926)
- L. orma (Plötz, 1879)
- L. stoehri (Karsch, 1893)
- L. volta Evans, 1937